# Erawan-Nationalpark
Der Erawan-Nationalpark (thailändisch อุทยานแห่งชาติเอราวัณ, RTGS Utthayan Haeng Chat Erawan) ist ein 550 km² großer Nationalpark im westlichen Teil der Zentralregion von Thailand. Die Parkverwaltung liegt im Unterbezirk (Tambon) Tha Kradan des Bezirks (Amphoe) Si Sawat in der Provinz Kanchanaburi. Bei der Eröffnung im Jahr 1975 war er der 11. Nationalpark Thailands.

## Klima
Der Erawan-Nationalpark befindet sich im kühleren Westen Thailands. Das hügelige Gebiet mit einem immergrünen Wald hat warme, trockene Winter. Zum April hin steigen die Temperaturen auf bis zu 39 °C. In der Regenzeit kühlt es sich leicht ab, wobei die Höchsttemperaturen zwischen Mai und Oktober dann bei rund 33 °C liegen. Die Nächte sind etwas kühler bei rund 24 °C. Im Mai fällt am meisten Regen mit rund 150 Millimetern, also rund elf Millimeter pro Tag. Im Januar hingegen fallen im Durchschnitt nur fünf Millimeter Wasser im Monat.

## Sehenswürdigkeiten
Hauptattraktion ist der Erawan-Wasserfall (Thai: น้ำตกเอราวัณ, Nam Tok Erawan), der nach dem Erawan, einem dreiköpfigen Elefanten aus der hinduistischen Mythologie benannt wurde. Weiterhin gibt es hier vier sehenswerte Höhlen: Tham Mi (ถ้ำหมี), Tham Ruea (ถ้ำเรือ), Tham Wang Badan (ถ้ำวังบาดาล) und Tham Phrathat (ถ้ำพระธาตุ).